# Maison Raffl

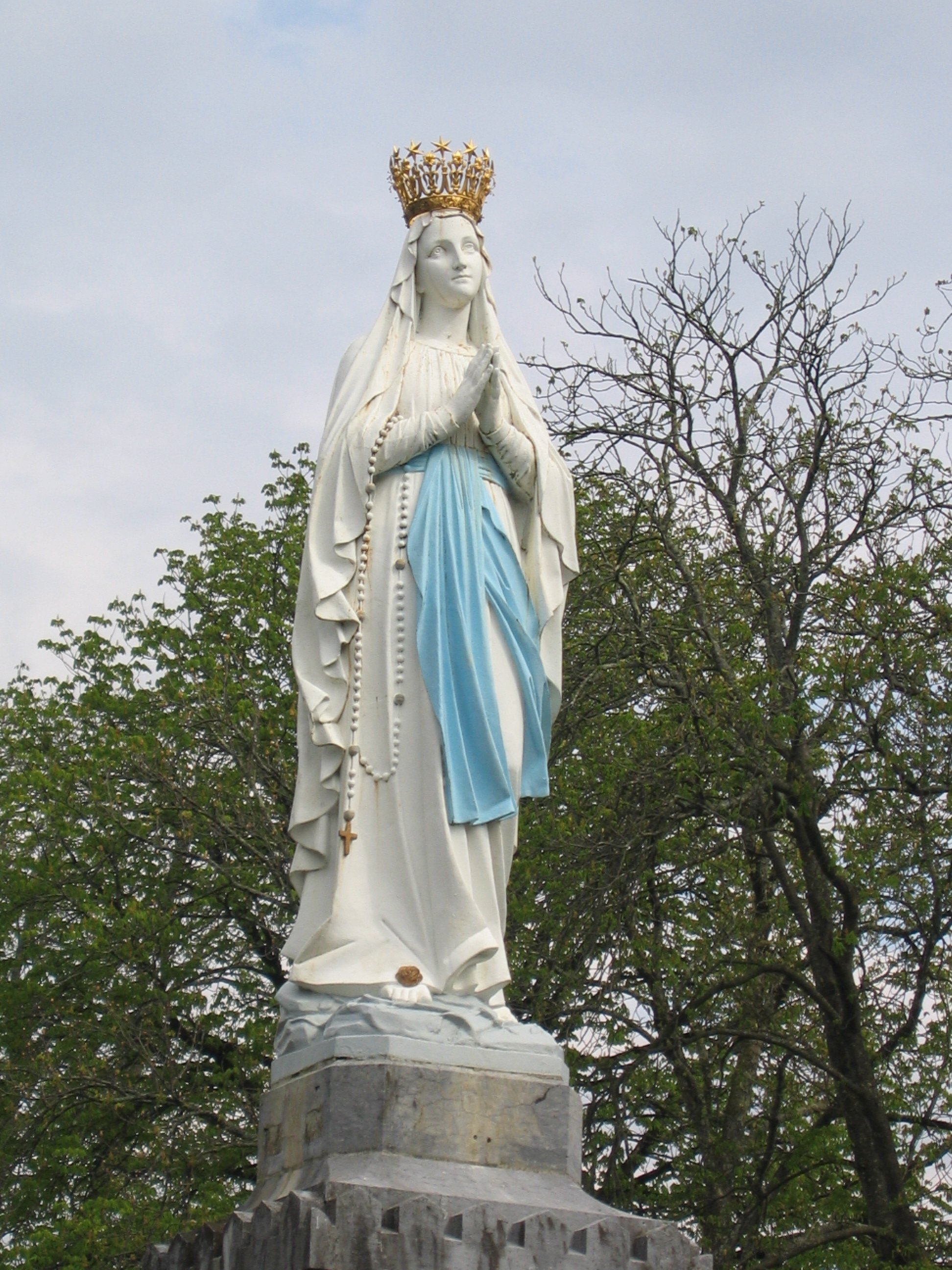
Vierge du Rosaire à Lourdes, statue de la Maison Raffl (1876)

La Maison Raffl, connue sous le nom de La Statue religieuse , à partir de 1907, était une entreprise de négoce de statues religieuses et de mobilier d'église dont une boutique était installée au 64, rue Bonaparte à Paris. Raffl est le nom du successeur de Frediani dont il a épousé la fille, mais il y en eut beaucoup d'autres (Verrebout, Delin Freres, Pacheu, Lecaron, Peaucelle-Coquet)pendant sa période d'activité, entre 1857 et les années 1953.

## Historique
Ignaz Raffl, ou Josef-Ignaz Raffl (* 17. 12. 1828 Meran, † 11. 11. 1895 Menton), sculpteur sur bois d'origine italienne, s'installe à Paris en 1857. En 1871 il crée la Vierge couronnée installée sur l'esplanade du sanctuaire Notre-Dame de Lourdes. Soutenu par le sanctuaire de Lourdes, ce modèle a connu un immense succès et suscité de nombreuses variantes.
La maison Raffl, qui reprend progressivement les principaux fabricants de statues religieuses, fait produire des œuvres de toutes tailles et dans différents matériaux allant du plâtre au bronze en passant par le carton comprimé et la fonte de fer. La plupart des fonderies d'art ont été sollicitées par Raffl et ont travaillé pour l'entreprise, sans qu'on puisse facilement identifier les liens de sous-traitance.
La dénomination « maison Raffl » recouvre en fait une histoire complexe faite de rachats et de fusions : bien qu’elle n'ait été dirigée par Ignaz Raffl que de 1862 à 1874, son nom est resté attaché à l'entreprise en tant que dénomination commerciale. Il s'agit d'abord, à partir de 1796, d'un atelier de moulage dirigé par la famille Frediani, originaire de Florence, qui en fait une entreprise prospère installée sur le quai Saint-Michel entre 1825 et 1851, et plus tard sur le boulevard Saint-Jacques. Ignaz Raffl rejoint l’atelier, épouse une jeune femme de la famille et reprend l'entreprise, semble-t-il en 1862.
Après plusieurs déménagements, la maison Raffl occupe de 1870 à 1936 un grand bâtiment situé au 64, rue Bonaparte, qui comprend des ateliers de fabrication et un magasin. Le quartier, proche de l'église Saint-Sulpice, regroupe alors des commerces d'art religieux et de fourniture pour les églises. Ignaz Raffl se retire en 1874 et l'entreprise continue sa progression avec différents associés. De nouveaux ateliers sont construits en 1883 au 33, rue Régnier dans le XVe arrondissement. De nombreux rachats d'entreprises existantes permettent à la maison Raffl de croître toujours plus. 
Cette activité est particulièrement favorisée dans la seconde moitié du XIXe siècle, portée par la « recharge sacrale » avec la mode du style sulpicien, la construction de nombreux édifices religieux de style éclectique et leur équipement en statues de saints, et la dévotion populaire renouvelée, par exemple, au Sacré-Cœur de Jésus ou à la Vierge des récentes apparitions (rue du Bac à Paris, La Salette, Pontmain, Lourdes ...). La fabrication en série par le procédé du moulage, notamment en plâtre, permet des prix de revient très inférieurs à ceux de la statuaire traditionnelle en pierre ou en bois. La diffusion se fait par catalogue,.
Elle en a fabriqué des dizaines de milliers (plus de 62 000 pour la seule période de 1871 à fin 1877), installées dans les églises de toute la France et exportant également dans le monde entier. 
En 1911 apparaît la marque commerciale « La Statue religieuse », qui devient la dénomination d'une société anonyme en 1924. En 1936, l'entreprise est transférée au 13, rue Pierre-Leroux. Elle est finalement mise en liquidation en 1953. La plupart des fabricants de statues religieuses cessent leur activité au cours des années 1950 et 1960, la production sulpicienne étant désormais discréditée auprès des autorités catholiques, notamment dans les Instructions du Saint-Office sur l'art sacré du 30 juin 1952.

## Galerie d'oeuvres

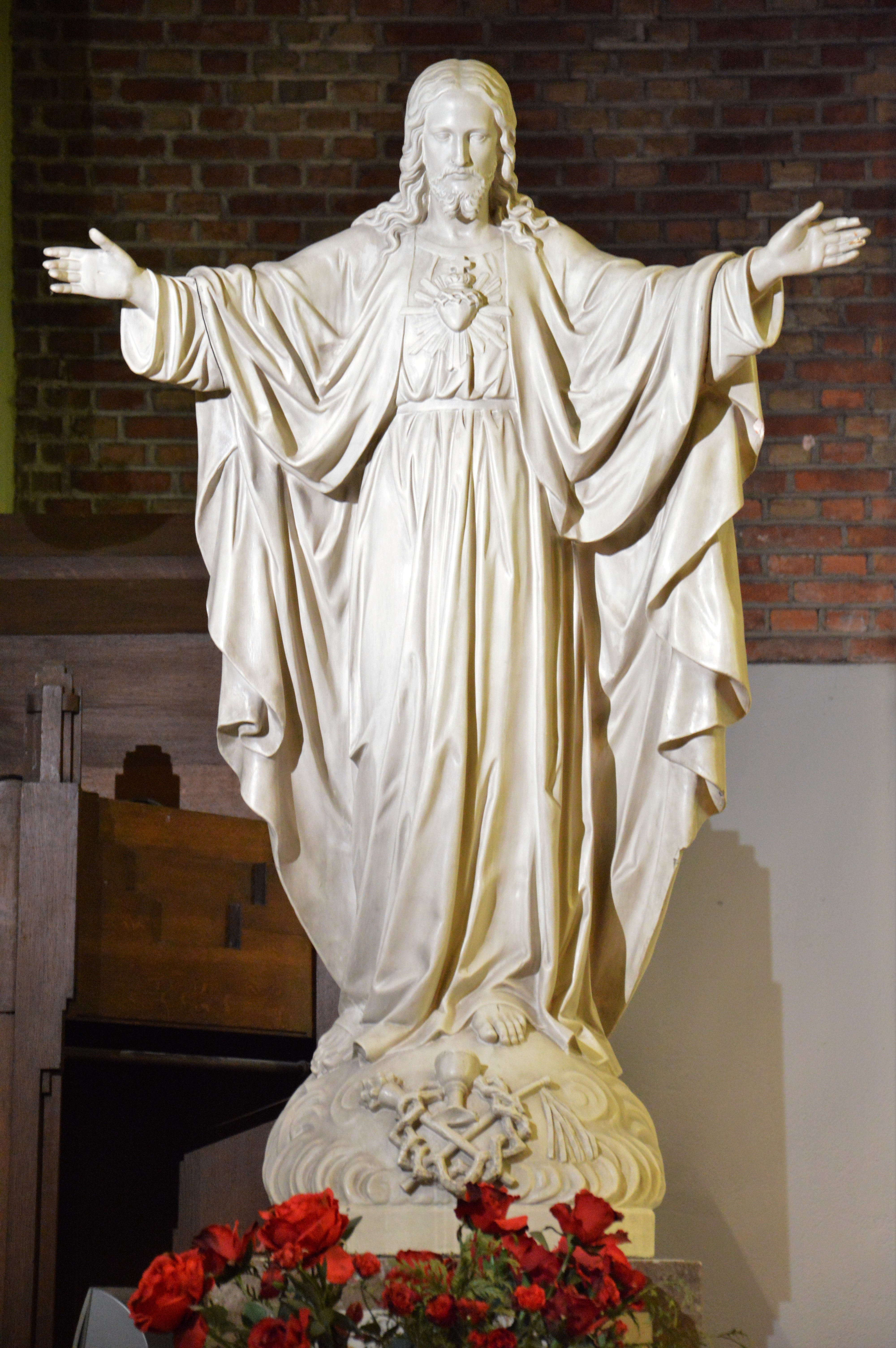
Eglise Saint Chrysole de Comines - Statue du Sacré Coeur de Jésus
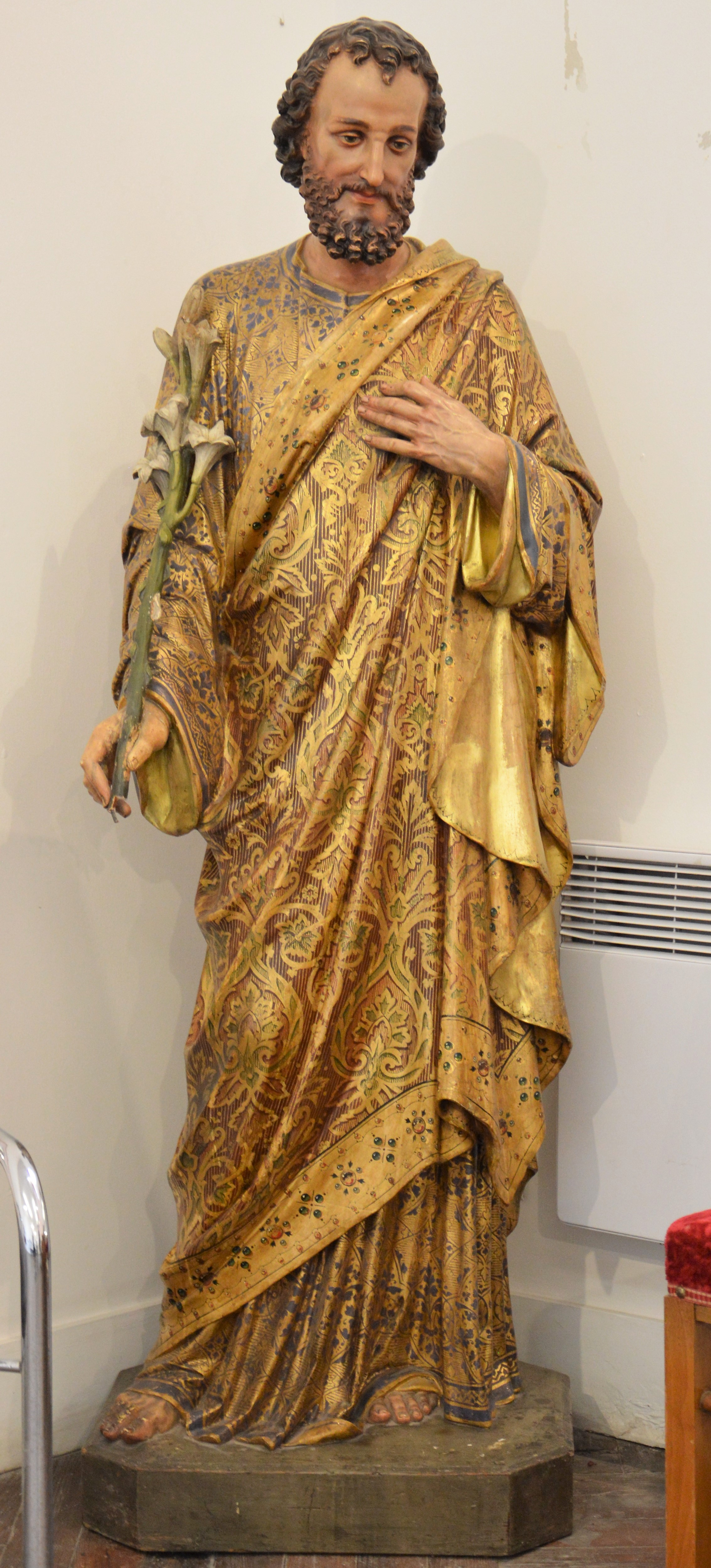
Eglise Saint Joseph de Roubaix - Sacristie - Statue de Saint Joseph
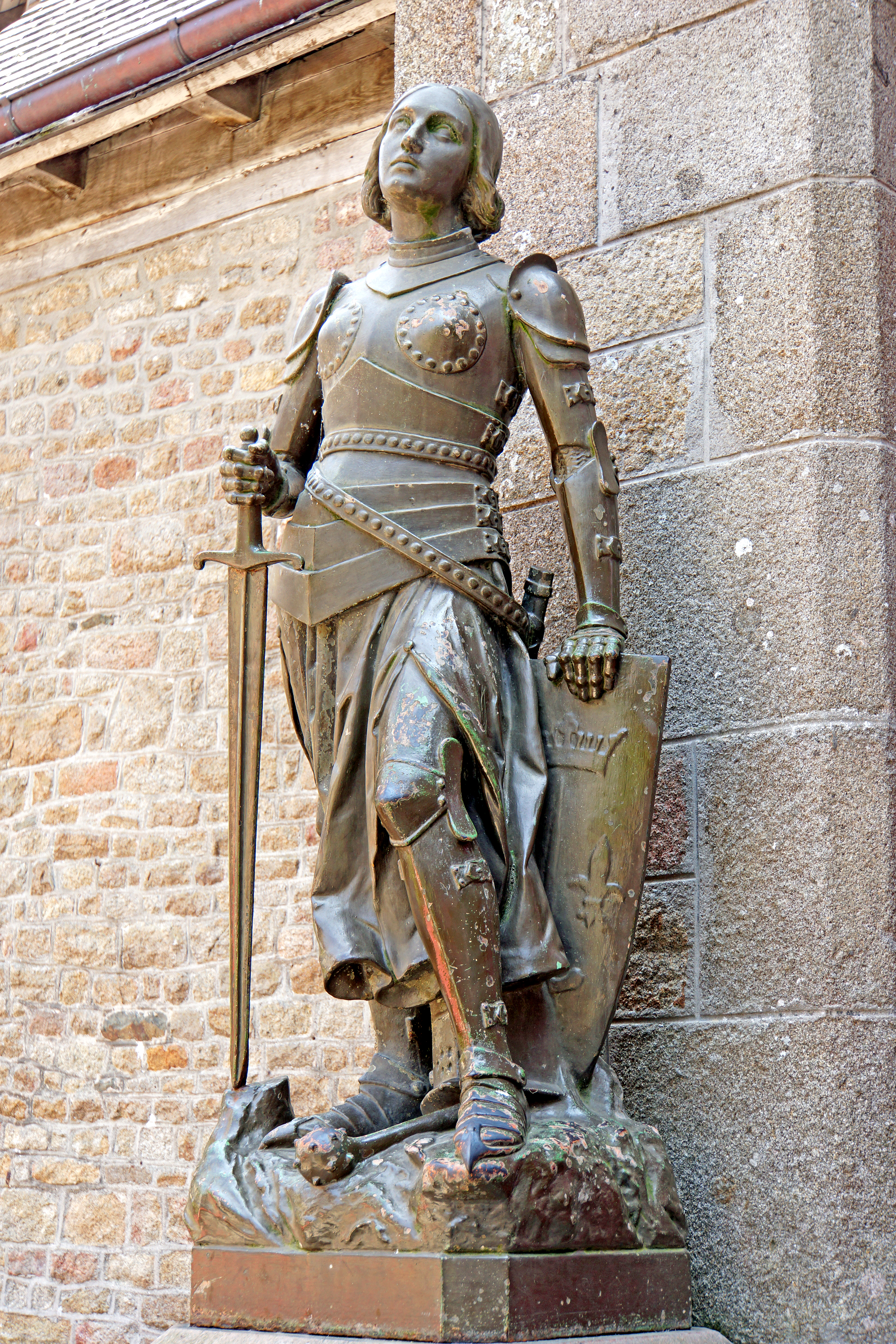
Eglise Saint-Pierre du Mont-Saint-Michel - Statue de Jeanne d'Arc devant l'entrée
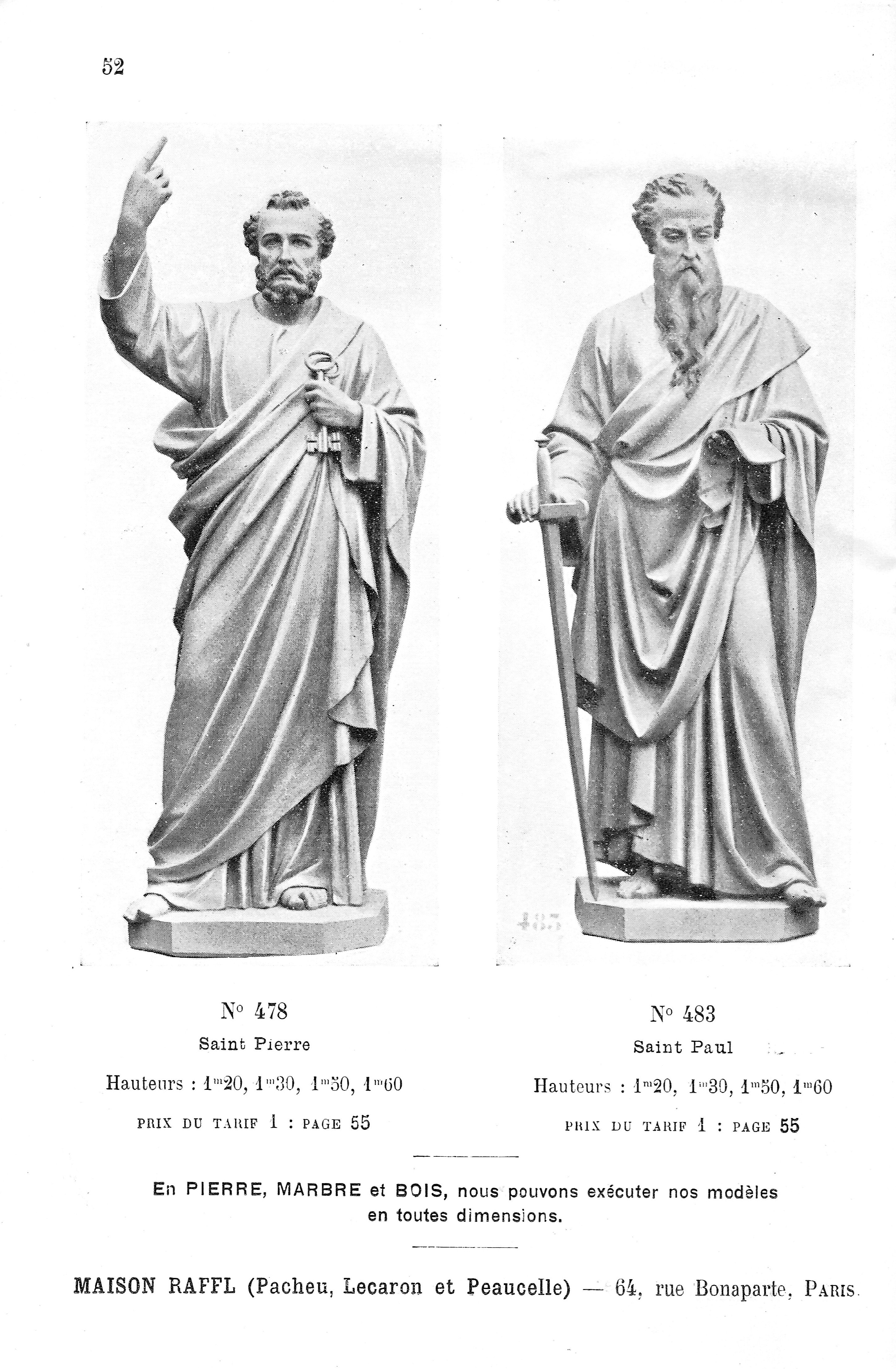
Extrait du catalogue n°52 - Statues de St Pierre et de St Paul
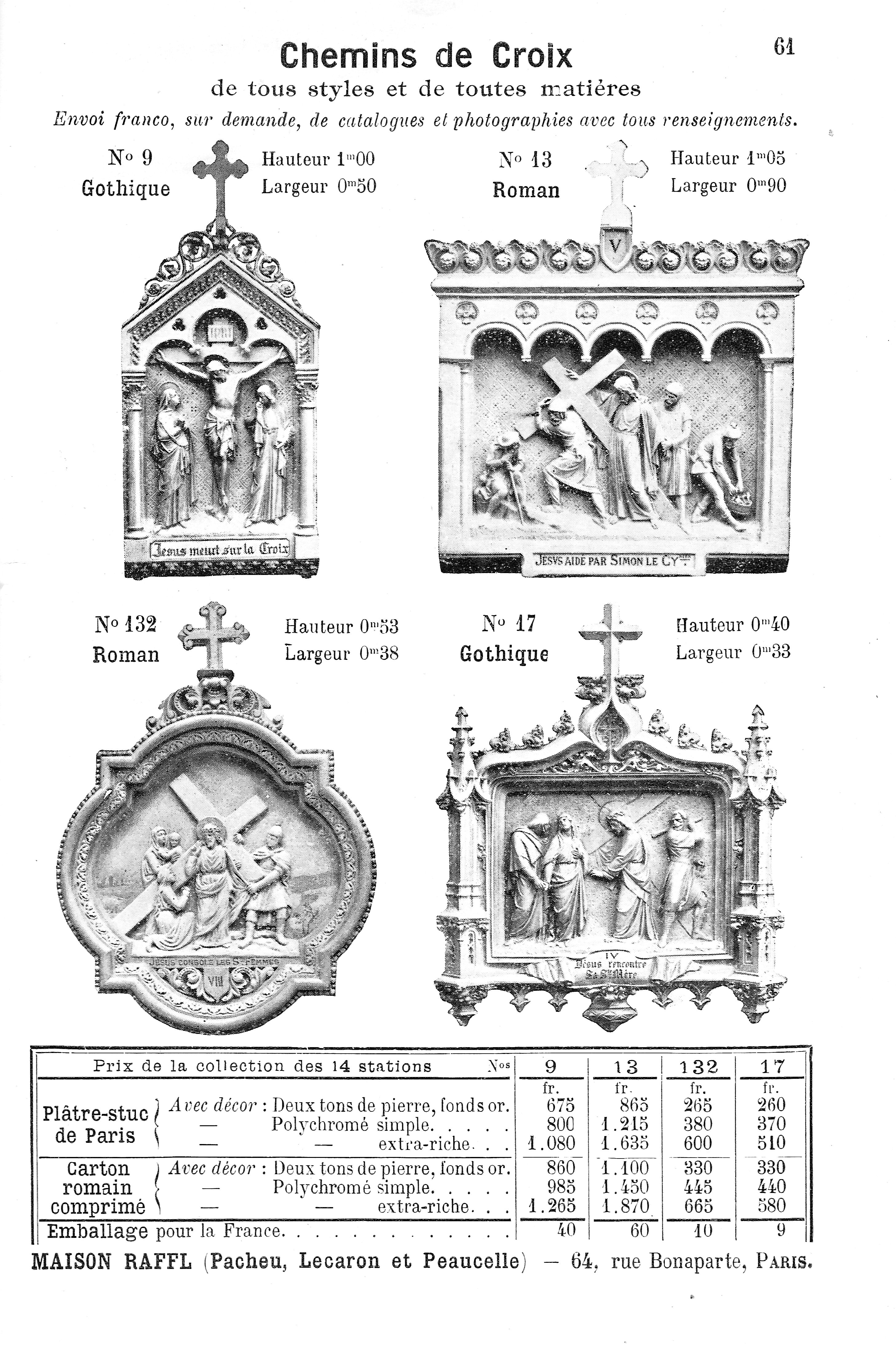
Extrait du catalogue n°52 - chemins de croix

## Sources
- Pauline Carminati, « Documents pour l'histoire d'une entreprise parisienne de sculpture religieuse : la maison Raffl, 1796-1956 », Documents d'histoire parisienne, Institut d'histoire de Paris, no 18,‎ 2016, p. 95-104

#### Généralités
- Christian Pacco, Sur la terre comme au ciel : la statuaire de dévotion en plâtre en Namurois 1850-1950 - études historique et iconographique, Namur, Société archéologique de Namur, 2010, 224 p. (ISBN 978-2-87502-019-2), p. 118-119, 198, 211-212
- Bernard Mugnier, La statuaire johannique, t. II, Chez l'auteur, 2011, 499 p. (ISBN 978-2-35722-006-5), p. 369-400
- Pauline Carminati, « Documents pour l'histoire d'une entreprise parisienne de sculpture religieuse : la maison Raffl, 1796-1956 », Documents d'histoire parisienne, Institut d'histoire de Paris, no 18,‎ 2016, p. 95-104
- Pauline Carminati (préf. Isabelle Saint-Martin, postface Philippe Boutry), Le Paradis en boutique - L'édition de sculptures religieuses au XIXe siècle, Presses Universitaires de Rennes, 2024, 364 p. (ISBN 978-2-7535-9471-5)

#### Catalogues/Albums commerciaux anciens
Plusieurs catalogues illustrés anciens sont désormais accessibles en ligne :
- Catalogue de A. Peaucelle-Coquet Fils (vers 1895-1900) - Crèches de Noël, statues de Saint Antoine de Padoue : lire en ligne (consulté le 19/02/2024)
- Catalogue de la Maison Raffl n°50 (avant 1911) - Statues, chemins de croix, ameublement : lire en ligne (consulté le 11/06/2021)
- Catalogue de la Maison Raffl n°51 (avant 1911) - Spécial Crèches pour Noël : lire en ligne (consulté le 11/06/2021)
- Catalogue de la Maison Raffl n°52 (avant 1911) - Spécial Jeanne d'Arc : lire en ligne (consulté le 26/03/2022)
- Catalogue de la Maison Raffl n°54 (avant 1911) - Spécial Crèches pour Noël : lire en ligne (consulté le 11/06/2021)
- Catalogue de "La Statue Religieuse" n°57 (après 1911) - Statues, chemins de croix, ameublement : lire en ligne (consulté le 11/06/2021)
- Catalogue de "La Statue Religieuse" n°59 (après 1911) - Statues, chemins de croix, ameublement : lire en ligne (consulté le 11/06/2021)
- Catalogue de "La Statue Religieuse" n°60 (après 1911) - Spécial Crèches pour Noël et Chemins de croix : lire en ligne (consulté le 11/06/2021)
- Catalogue de "La Statue Religieuse" n°61 (après 1911) - Statues, chemins de croix, ameublement : lire en ligne (consulté le 11/06/2021)
- Catalogue de "La Statue Religieuse" n°67 (1927) - Crèches pour Noël, Ste Jeanne d'Arc : lire en ligne (consulté le 19/02/2024)